# Irene Papas
Irene Papas (in greco: Ειρήνη Παπά; AFI: [iˈɾini paˈpa]), pseudonimo di Irene Lelekou (Ειρήνη Λελέκου, pron. [iˈɾini leˈleku]; Chiliomodi, 3 settembre 1926 – Chiliomodi, 14 settembre 2022) è stata un'attrice greca.

## Biografia
Nacque a Chiliomodi, un piccolo paese della Corinzia (nel Peloponneso), il villaggio di suo padre, Stavros Lelekos, mentre sua madre Eleni Prevezanou era originaria di Prevesa in Epiro. La data di nascita è il 3 settembre 1926. Ex moglie del regista greco Alkis Papas sposato nel 1947 (del quale conservò il cognome per la sua carriera), si fece conoscere nell'ambiente internazionale con il film La città morta (1952) di Frixos Iliadis al Festival di Cannes del 1952. A inizio carriera fu anche modella nel 1953 per gli stilisti Vincenzo Ferdinandi e Maria Antonelli.
Nel cinema lavorò con successo in Italia, dove recitò in vari film, tra cui Una di quelle (1953) di Aldo Fabrizi, Le infedeli (1953) di Steno e Mario Monicelli, Attila (1956) di Pietro Francisci. Esordì a Hollywood interpretando il ruolo di protagonista femminile nel western La legge del capestro (1956) di Robert Wise, accanto a James Cagney, cui seguì Le avventure dei tre moschettieri (1957) di Joseph Lerner. Conobbe il suo maggior successo in patria nel film Elettra (1962) di Michael Cacoyannis, che rilanciò anche la sua carriera a Hollywood e le consentì di partecipare a varie produzioni americane, come I cannoni di Navarone (1961) di J. Lee Thompson, Zorba il greco (1964) di Michael Cacoyannis, Giallo a Creta (1964) di James Neilson, La fratellanza (1968) di Martin Ritt, Anna dei mille giorni (1969) di Charles Jarrott ed altre ancora.

Irene Papas con Gian Maria Volonté nel film A ciascuno il suo (1967)

In Europa fu protagonista in pellicole importanti, come A ciascuno il suo (1967) di Elio Petri, Z - L'orgia del potere (1969) di Costa-Gavras, Le troiane (1970) di Michael Cacoyannis, La quinta offensiva (1973) di Stipe Delić. Tra gli altri suoi film Ifigenia (1977) di Michael Cacoyannis, Il leone del deserto (1981) di Mustafa Akkad, Assisi Underground (1985) di Alexander Ramati, Cronaca di una morte annunciata (1986) di Francesco Rosi, Sweet Country (1987) di Michael Cacoyannis. Lavorò anche in teatro e alla televisione, comparendo nel ruolo di Penelope nello sceneggiato Odissea (1968) e in Mosè (1974), nel ruolo di Sefora. Nel 1987 presiedette la giuria internazionale della prima edizione del Premio Europa per il teatro a Taormina, e la giuria della Mostra internazionale d'arte cinematografica di Venezia. Nel 1989 interpretò sotto la direzione di Mauro Bolognini I giganti della montagna di Luigi Pirandello, nel ruolo magico ma tragico della Contessa. Successivamente apparve in molti film al cinema e in televisione, tra cui Yerma (1999) di Pilar Távora, Il mandolino del capitano Corelli (2001) di John Madden e Un film parlato (2003) di Manoel de Oliveira.
Papas partecipò all'album della celebre band greca Aphrodite's Child intitolato 666 (1972), protagonista di una performance dalle chiarissime allusioni sessuali nel brano ∞(Infinity). Successivamente l'attrice registrò due album con il compositore Vangelis (tastierista del gruppo): Odes (1979) e Rapsodies (1986). Federico Fellini era un suo sincero ammiratore. Irene Papas era molto amica di Katharine Hepburn, con la quale nel 1971 recitò in Le troiane. Hepburn una volta disse che Irene era «una delle migliori attrici nella storia del cinema». In un'intervista, dopo la morte di Marlon Brando, Papas dichiarò di aver avuto una relazione con l'attore americano in passato e che erano rimasti "cari amici" fino alla fine.
Irene Papas morì nel 2022. Dal 2014 soffriva della malattia di Alzheimer.

## Filmografia

### Cinema
- Hamenoi angeloi, regia di Nikos Triforos (1948)
- La città morta, regia di Frixos Iliadis (1952)
- Una di quelle, regia di Aldo Fabrizi (1953)
- Vortice, regia di Raffaello Matarazzo (1953)
- Le infedeli, regia di Steno e Mario Monicelli (1953)
- Missione ad Algeri, regia di Ray Enright ed Edoardo Anton (1953)
- Teodora, imperatrice di Bisanzio, regia di Riccardo Freda (1954)
- Attila, regia di Pietro Francisci (1954)
- The Missing Scientist, regia di Steve Sekely (1955)
- La legge del capestro (Tribute to a Bad Man), regia di Robert Wise (1956)
- Le avventure dei tre moschettieri, regia di Joseph Lerner (1957)
- La spada imbattibile, regia di Hugo Fregonese (1957)
- Psit... koritsia!, regia di Alkis Papas (1959)
- I limni ton stenagmon, regia di Grigoris Grigoriou (1959)
- Bouboulina, regia di Kostas Andritsos (1959)
- I cannoni di Navarone (The Guns of Navarone), regia di J. Lee Thompson (1961)
- Antigone (Antigoni), regia di Yorgos Javellas (1961)
- Elettra (Ilektra), regia di Michael Cacoyannis (1962)
- Giallo a Creta (The Moon-Spinners), regia di James Neilson (1964)
- Zorba il greco (Alexis Zorbas), regia di Michael Cacoyannis (1964)
- Ta skalopatia, regia di Leonard Hirschfield (1966)
- Trappola per l'assassino (Roger la Honte), regia di Riccardo Freda (1966)
- A ciascuno il suo, regia di Elio Petri (1967)
- Die Zeugin aus der Hölle, regia di Zivorad 'Zika' Mitrovic (1967)
- Ecce Homo - I sopravvissuti, regia di Bruno Gaburro (1968)
- The Desperate Ones, regia di Alexander Ramati (1968)
- La fratellanza (The Brotherhood), regia di Martin Ritt (1968)
- Z - L'orgia del potere (Z), regia di Costa-Gavras (1969)
- La stirpe degli dei (A Dream of Kings), regia di Daniel Mann (1969)
- Anna dei mille giorni (Anne of the Thousand Days), regia di Charles Jarrott (1969)
- N.P. - Il segreto, regia di Silvano Agosti (1971)
- Un posto ideale per uccidere, regia di Umberto Lenzi (1971)
- Le troiane (The Troian Women), regia di Michael Cacoyannis (1971)
- Roma bene, regia di Carlo Lizzani (1971)
- El asesinato de Julio César, regia di Raúl Araiza – cortometraggio (1972)
- Non si sevizia un paperino, regia di Lucio Fulci (1972)
- Piazza pulita, regia di Luigi Vanzi (1973)
- La quinta offensiva (Sutjeska), regia di Stipe Delic (1973)
- Le farò da padre, regia di Alberto Lattuada (1974)
- Il messaggio (The Message), regia di Mustafa Akkad (1976)
- Noces de sang, regia di Souheil Ben-Barka (1976)
- Ifigenia (Ifigeneia), regia di Michael Cacoyannis (1977)
- Un'ombra nell'ombra, regia di Pier Carpi (1979)
- Cristo si è fermato a Eboli, regia di Francesco Rosi (1979)
- Linea di sangue, regia di Terence Young (1979)
- L'assistente sociale tutto pepe..., regia di Nando Cicero (1981)
- Il leone del deserto (Lion of the Desert), regia di Moustapha Akkad (1981)
- Sarâb, regia di Abdelhafidh Bouassida (1982)
- Il disertore di Giuliana Berlinguer (1983)
- Eréndira, regia di Ruy Guerra (1983)
- Melvin, Son of Alvin, regia di John Eastway (1984)
- Tutto in una notte (Into the Night), regia di John Landis (1985)
- Assisi Underground, regia di Alexander Ramati (1985)
- Sweet Country, regia di Michael Cacoyannis (1987)
- Cronaca di una morte annunciata, regia di Francesco Rosi (1987)
- Alta stagione (High Season), regia di Clare Peploe (1987)
- Island, regia di Paul Cox (1989)
- Nirvana Street Murder, regia di Aleksi Vellis (1990)
- Lettera da Parigi , regia di Ugo Fabrizio Giordani (1992)
- Pano, kato kai plagios (con il nome Eirini Pappa), regia di Michael Cacoyannis (1993)
- Party, regia di Manoel de Oliveira (1996)
- Inquietudine (Inquietude), regia di Manoel de Oliveira (1998)
- Yerma, regia di Pilar Távora (1998)
- Il mandolino del capitano Corelli (Captain Corelli's Mandolin), regia di John Madden (2001)
- Podzimní návrat, regia di Georgis Agathonikiadis (2001)
- ...kai to treno paei ston ourano, regia di Yannis Ioannou (2001)
- Un film parlato (Um Filme Falado), regia di Manoel de Oliveira (2003)
- Ecuba - il film, regia di Giuliana Berlinguer e Irene Papas (2004)

### Televisione
- I tre moschettieri – serie TV (1956)
- Climax! – serie TV, episodio 4x28 (1958)
- Odissea – miniserie TV (1968)
- Mosè, regia di Gianfranco De Bosio – miniserie TV (1974)
- Les tribulations de Manuel – film TV (1982)
- All'ombra della grande quercia – miniserie TV (1984)
- Un bambino di nome Gesù, regia di Franco Rossi – miniserie TV (1987)
- A Mala de Cartão – miniserie TV (1988)
- Il banchetto di Platone, regia di Marco Ferreri – film TV (1989)
- Oceano, regia di Ruggero Deodato – miniserie TV (1989)
- Les cavaliers aux yeux verts – film TV (1990)
- L'ispettore anticrimine, regia di Paolo Fondato – miniserie TV (1992)
- Un amore rubato – film TV (1993)
- Giacobbe (Jacob), regia di Peter Hall – film TV (1994)
- L'Odissea (The Odyssey), regia di Andrej Končalovskij – film TV (1997)
- Short Cuts – serie TV, un episodio (2002)

## Riconoscimenti
- Festival Internazionale del cinema di Salonicco 1962 – Premio come migliore attrice per Elektra
- Unione dei critici cinematografici greci 1962 – Premio come migliore attrice per Elektra
- National Board of Review Awards 1971 – Premio alla miglior attrice per The Trojan Women
- Hamptons International Film Festival 1993 – Distinguished Achievement Award
- Premio Flaiano per il teatro 1993 – Alla carriera[7]
- Madrid National Arts Institution – Premio alla carriera (2000)
- International Festival Women's Films – Premio alla carriera (2000)
- Laurea Honoris Causa in Lettere dall'Università di Roma La Sapienza (2001)[8]
- Woman of Europe Award 2002 – Premio alla carriera
- Festival di Venezia 2009 – Leone d'oro alla carriera

## Doppiatrici italiane
- Rita Savagnone in I cannoni di Navarone, Un posto ideale per uccidere, Roma bene, Giacobbe, Il mandolino del capitano Corelli
- Anna Miserocchi in Elettra, Giallo a Creta, Trappola per l'assassino, Non si sevizia un paperino, Linea di sangue
- Benita Martini in Le farò da padre, Z - L'orgia del potere, Odissea (1968), Mosè
- Dhia Cristiani in Teodora, imperatrice di Bisanzio, La legge del capestro
- Andreina Pagnani in Vortice
- Clelia Bernacchi in Le infedeli
- Rosetta Calavetta in Attila[9]
- Adriana De Roberto in Anna dei mille giorni
- Gabriella Genta in Tutto in una notte
- Ada Maria Serra Zanetti in Il banchetto di Platone
- Solvejg D'Assunta in Oceano
- Sonia Scotti in L'Odissea (1997)
- Roberta Greganti in Il leone del deserto (doppiaggio tardivo 2009)

## Discografia
- 1969 – Songs of Theodorakis (INTS 1033)
- 1986 – Rapsodies (con Vangelis)
- 2006 – Irene Pappas Sings Mikis Theodorakis (FM B0002GSA8G)